# Callionymus australis
Callionymus australis, tên thông thường là cá đàn lia Úc, là một loài cá biển thuộc chi Callionymus trong họ Cá đàn lia. Loài này được mô tả lần đầu tiên vào năm 1983.

## Phân bố và môi trường sống
C. australis được tìm thấy ở phía tây bắc nước Úc. Chúng sống trên đáy cát, được ghi nhận ở độ sâu khoảng 100 m.

## Mô tả
Chiều dài lớn nhất được ghi nhận ở C. australis là khoảng 18 cm.